# Torre di Pramotton
La torre di Pramotton, in francese tour de Pramotton, detta anche torre di Vert, tour de Bellegarde e tour d'Aviès, è una torre medievale che sorge in località Pramotton, sotto Grand-Vert, nel comune di Donnas, in Valle d'Aosta. La torre si trova sul versante dell'envers a circa 540 m s.l.m., domina dall'alto la piana di Pont-Saint-Martin e sorveglia l'accesso alla valle del Lys.

## Architettura

Piantina e sezione della torre di Pramotton (Carlo Nigra)

Uno schizzo della torre di Alfredo D'Andrade (1839-1915)

La torre è esagonale e presenta una merlatura che fa corrispondere a ogni merlo uno spigolo squadrato della torre. Tali spigoli sono rinforzati in conci. La porta di accesso, come era in uso anche negli altri dongioni dei castelli primitivi valdostani, è rialzata, per permettere un'estrema difesa ritirando la scala d'accesso in caso di attacco; in questo caso la porta è sopraelevata di circa 4 metri. I lati più vulnerabili della torre erano protetti da una cortina difensiva: intorno alla torre si intuisce ancora la presenza di queste mura. All'interno, erano presenti solai in legno.

## Storia
La torre risale probabilmente al XII secolo e come fa intendere l'appellativo di torre d'Aviès si trattava probabilmente di una torre di avvistamento (avis in lingua francese è traducibile sia come "segnalazione", "avviso" che come "avvistamento") in contatto visivo sia con il castello di Pont-Saint-Martin che con il forte di Bard.
Secondo la tradizione, appartenne ai signori di Bard: alcuni documenti attestano che nel 1214, all'epoca della lotta per la spartizione dell'eredità tra i due eredi della famiglia dei Bard, Guglielmo di Pont-Saint-Martin e Ugo di Bard, fu quest'ultimo, già signore del feudo omonimo, a ereditare la torre di Pramotton.
Nel 1242, durante una nuova fase della politica savoiarda per la protezione dei confini, il duca Amedeo IV di Savoia obbligò Ugo di Bard a rinunciare al feudo.
André Zanotto fa emergere un dubbio sull'epoca della costruzione citando l'accordo del 1277 stipulato tra i signori di Pont-Saint-Martin e Filippo di Savoia, in cui essa risulterebbe piuttosto costruita poco prima, il documento dice infatti:
La torre, essendo il primo avamposto difensivo arrivando in Valle d'Aosta dal Canavese, fu sempre presidiata da una milizia armata: per esempio, quando nel 1293 il marchese del Monferrato aveva preso di mira la Bassa Valle, o quando nel 1386 dal forte di Bard vennero qui distaccate due persone per un mese per presidiare la torre ed evitare che finisse in mano ai Tuchini:

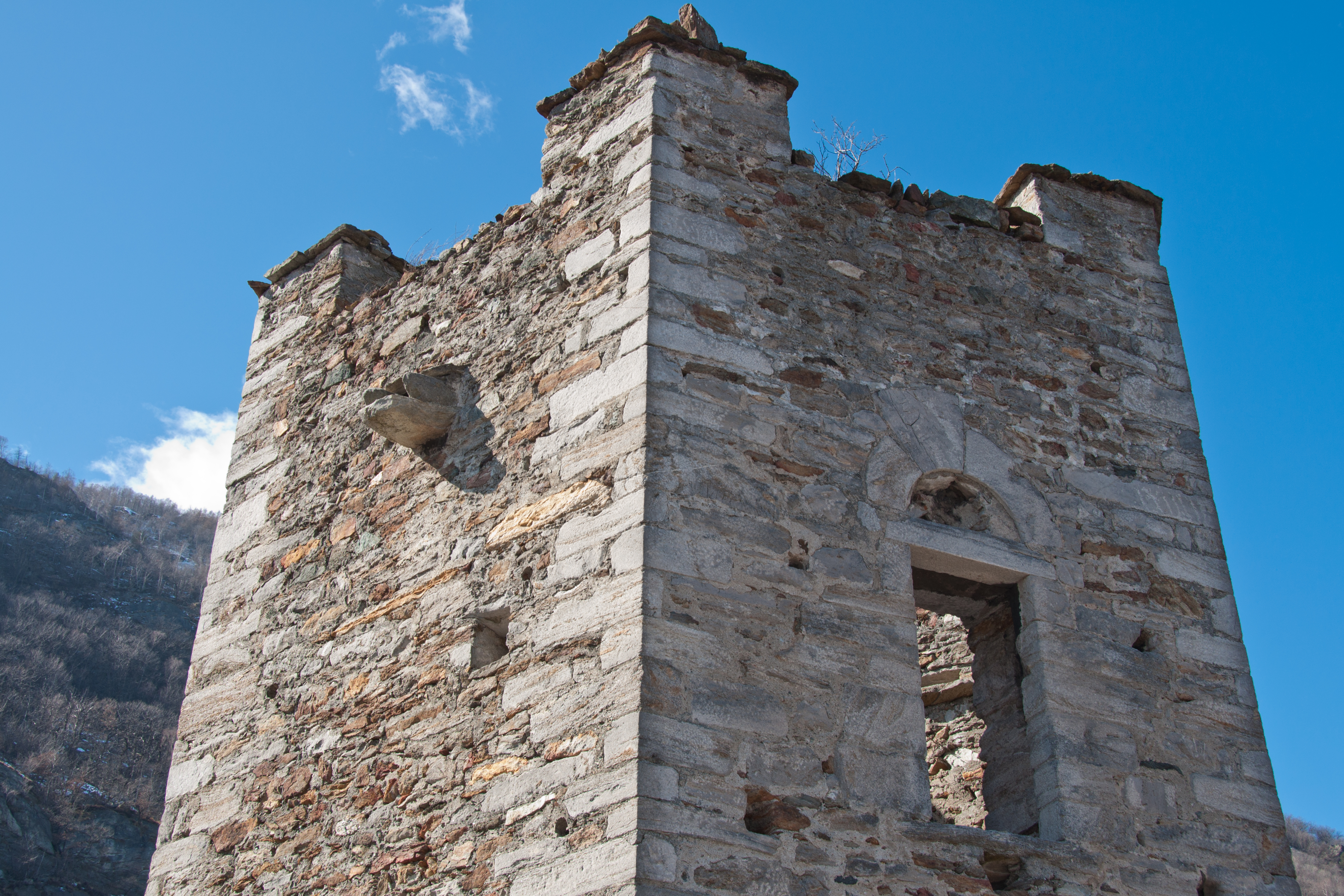
L'accesso sopraelevato alla torre è coronato da un arco di scarico cieco.
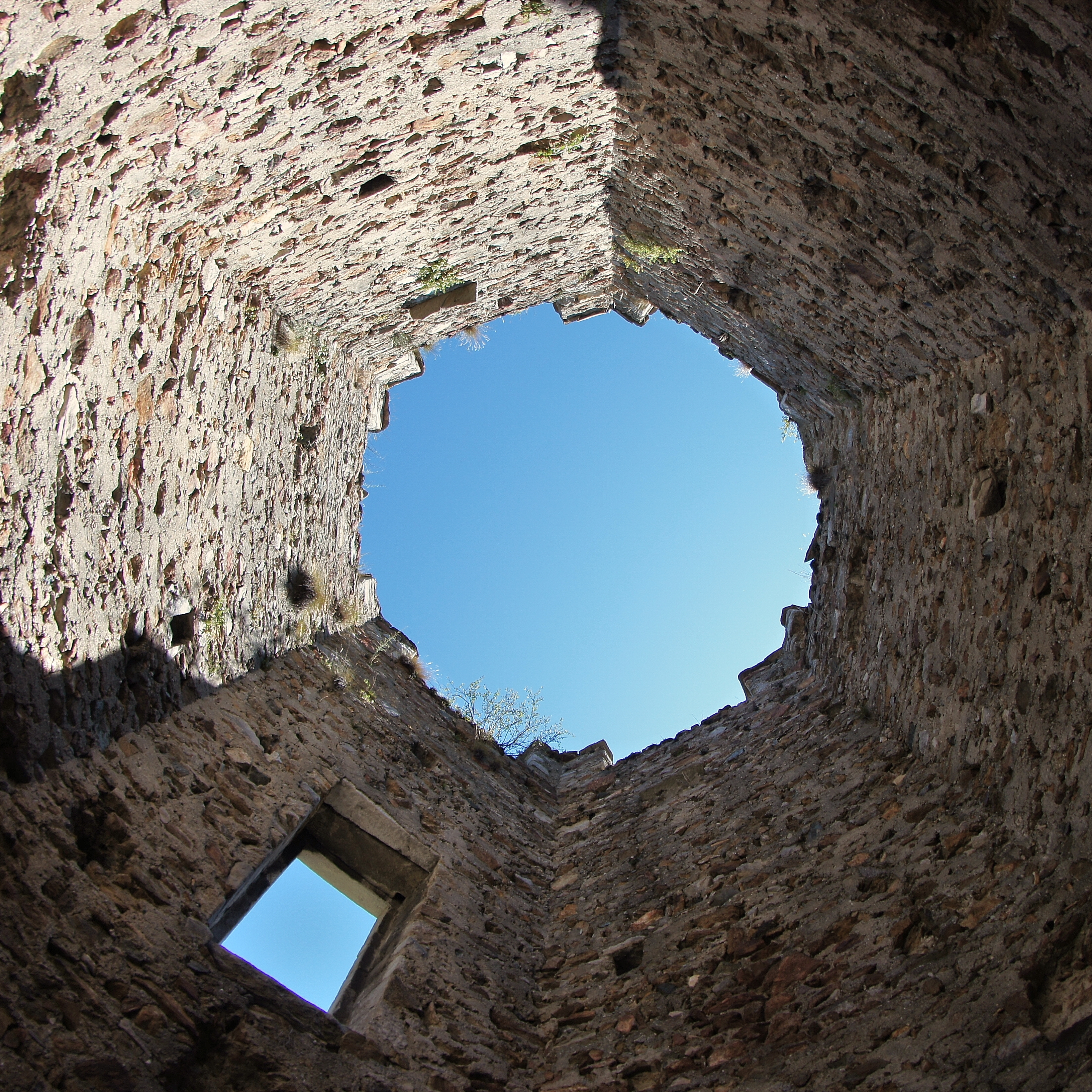
Il suggestivo interno della torre
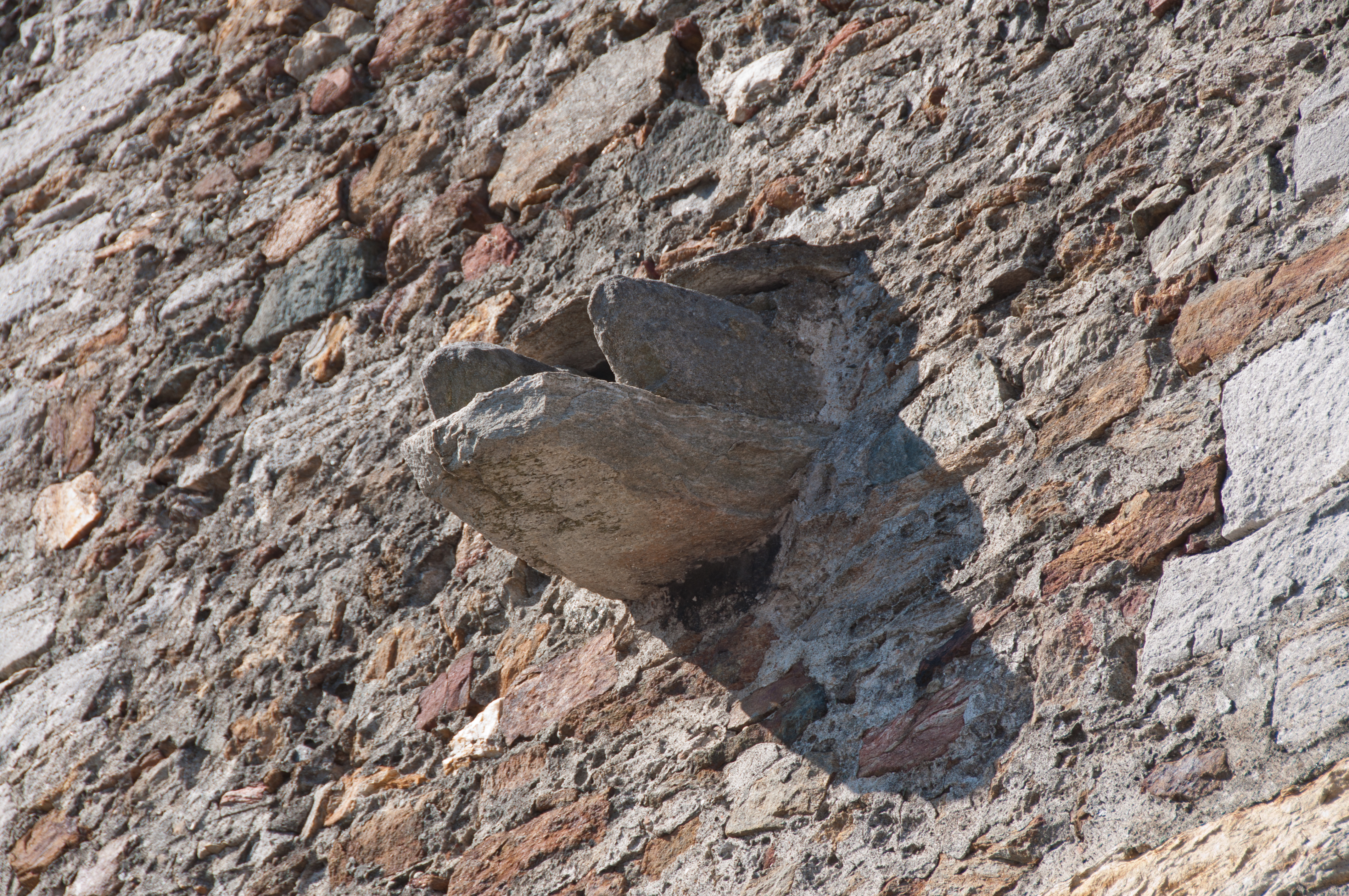
Dettaglio della torre: un rustico doccione in pietra
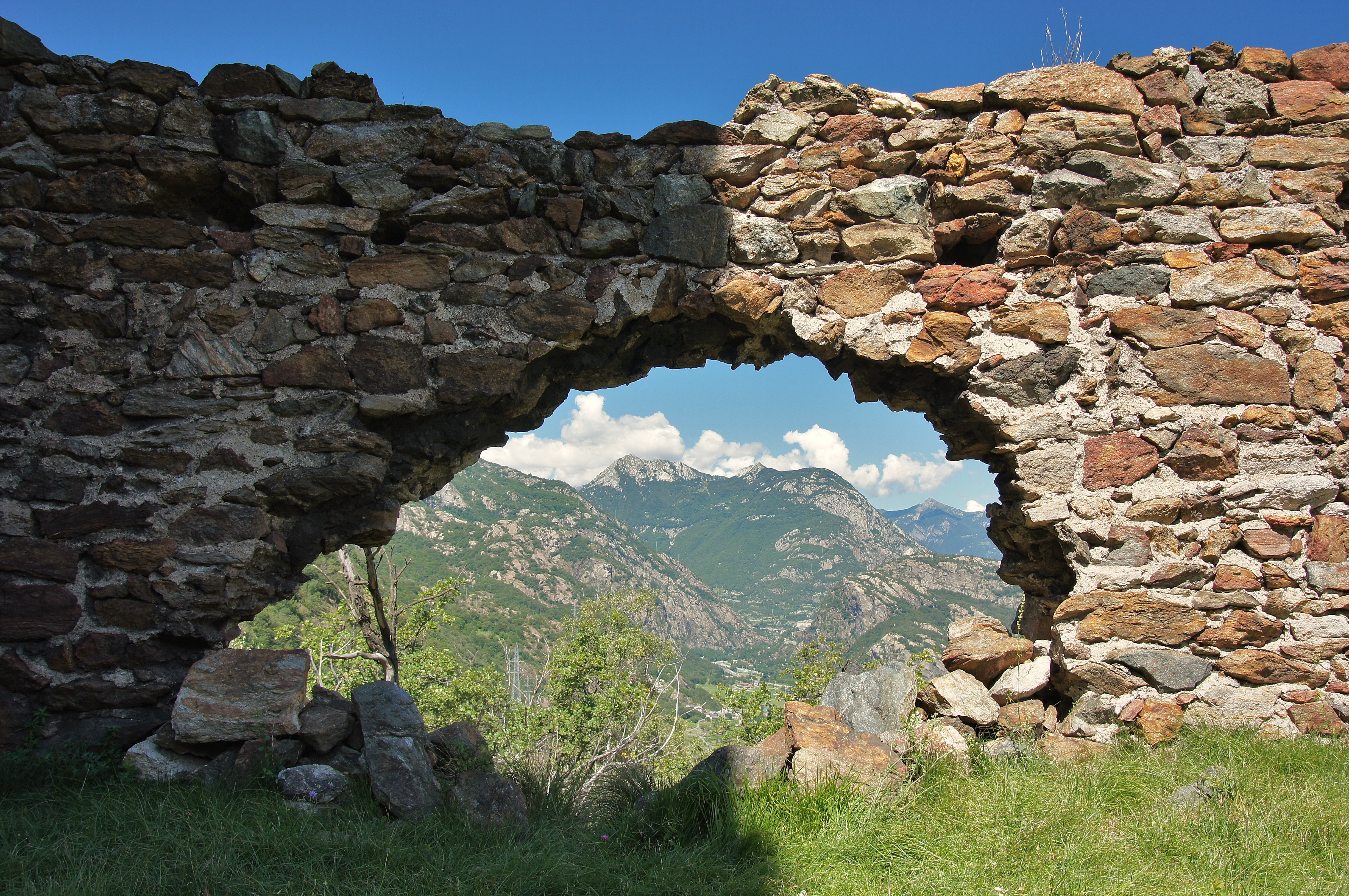
Rovine ai piedi della torre

## Ascensione
Dalla borgata di Pramotton (Donnas), a quota 300 m, si costeggia il canale della centrale idroelettrica e, giunti dopo poche centinaia di metri presso un grande prato lungo l'argine della Dora Baltea, si prende una ripida mulattiera sulla destra che si addentra in un bosco di castagni.
 La torre è ubicata su un piccolo sperone in parte roccioso ed è di libero accesso. L'escursione, classificata E (escursionismo facile), si svolge in meno di 1 h su terreno assai pendente e comporta un dislivello di 250 metri.